# 중국어 공상 과학 소설
중국어 과학 소설(번체자: 科學幻想, 간체자: 科学幻想, 병음: kēxué huànxiǎng, 일반적으로 科幻 kēhuàn으로 약칭됨, 문자 그대로는 '과학적 환상')은 중화권에서 가상의 미래 사회 및 기술 발전을 다루는 문학 장르이다.

## 국가별 또는 지역별 역사

### 중국 대륙

#### 청 말기
중국에서 과학 소설은 청 말기에 량치차오(梁啓超), 캉유웨이(康有為)와 같은 서구식 근대화를 지지하는 인사들에 의해 서구 작가들의 작품을 번역함으로써 처음 대중화되었으며, 이는 기술 혁신과 과학적 진보를 촉진하기 위한 도구로 사용되었다.
쥘 베른의 1888년 소설 『15소년 표류기』를 고문(古文)으로 번역해 『열다섯 소영웅(十五小英雄)』이라는 제목으로 소개함으로써, 량치차오는 중국에서 과학 소설을 처음으로 옹호하고 대중화한 가장 영향력 있는 인물 중 한 사람이 되었다.
1903년, 훗날 풍자적 수필과 단편 소설로 명성을 얻게 되는 루쉰(魯迅)은 일본의 홍문학원(弘文學院, Kobun Gakuin)에서 의학을 공부하던 중, 쥘 베른의 『지구에서 달까지』와 『지구 속 여행』을 일본어에서 한문으로 번역했으며(전통적인 장회본 형식으로 구성하고 해설을 덧붙임), 이후에도 베른과 H. G. 웰스의 고전적인 이야기들을 지속적으로 번역하여 정기간행물을 통해 전국적으로 대중화시켰다.
청 말기의 개혁 성향 지식인들은 외래 장르인 과학 소설을 이용해 국가 재생과 기술 발전에 대한 목적론적 시각을 투영하였다.
중국어로 쓰인 최초의 창작 과학 소설은 1904년에 발표된 미완성 소설 『월구식민지소설(月球殖民地小說)』로 여겨지며, 작가는 알려지지 않았고 필명 ‘황강조수(荒江釣叟, 외진 강에서 낚시하는 늙은이)’를 사용했다. 이 이야기는 정부 관리를 살해한 뒤 아내와 함께 중국을 탈출한 롱멍화(龍夢華)를 중심으로 전개된다. 아내의 가족을 괴롭히던 관리에게 복수한 롱멍화는 아내와 함께 배를 타고 도망치지만, 그 배는 우연히 침몰하고 아내는 실종된다. 롱은 일본의 비행선 발명가 오토로 타마(大虎玉)에게 구조되며, 그의 도움을 받아 동남아시아로 향해 아내를 찾아 나선다. 그들은 아내를 도적들로부터 구출하기 위해 반청 무술가들과 힘을 합친다. 이후 그들은 세계의 모든 국가가 너무 타락했다고 판단하고, 달로 가서 새로운 식민지를 건설한다.
- 1902년 『신중국미래기(新中國未來記)』

- 1908년 『신시대(新時代)』
- 1910년 『신중국(新中國)』

#### 민국 시대
1911년 청나라의 붕괴 이후, 중국은 극심한 사회·정치적 변화를 겪었고 이는 과학 소설 장르에도 커다란 영향을 미쳤다. 1919년의 5·4 운동 이후, 중국 대륙과 전 세계 화인(華人) 사회에서는 고문(古文) 대신 백화문(白話文)이 서면어로 점차 대체되기 시작했다.  중국 최초의 순수 문학 정기간행물인 『소설림(小說林)』은 서니안츠(徐念慈)가 창간했으며, 번역 과학 소설뿐 아니라 『신법라선생담(新法螺先生譚)』과 같은 창작 과학 소설도 함께 실었다.  한편, 라오서(老舍)는 과학 소설을 사회 비판의 수단으로 활용했으며, 이 시기에 발표된 그의 과학 소설 『묘성기(貓城記, Cat Country)』은 그 대표적인 예이다.

### 중화인민공화국

#### 1949–1966
국공 내전(1945–1949)이 끝나고 중국 대륙에 중화인민공화국이 수립된 이후, 소련의 과학 소설에서 영감을 받은 사회주의적 사실주의 성향의 작품들이 점점 더 흔해졌으며, 이에 반하는 작품들은 탄압을 받았다. 그럼에도 불구하고 이 시기에는 많은 창작 작품들이 등장했는데, 특히 젊은 독자들에게 과학을 보급하고 국가의 "찬란한 사회주의 미래"를 선전하기 위한 ‘과학 대중화’ 접근 방식의 작품들이 주를 이루었다. 1950년대 중반부터 1960년대에 걸쳐서는 기술적 경이와 신기함을 강조하는 과학 판타지 글쓰기의 유행이 일어나기도 했다. 학자 루돌프 바그너(Rudolf Wagner)는 이러한 흐름이 "과학을 향해 전진하자(向科學進軍)" 운동의 영향이라고 분석했다.
정원광(鄭文光)은 특히 이 시기의 작품들로 유명하며, 문화대혁명(1966–1976) 초기에 비(非)혁명적 문학의 출판이 전면 중단되기 전까지 활발히 활동하여 ‘중국 과학 소설의 아버지’로 불린다.

#### 1978–1983
문화대혁명 기간 동안 중국 대륙에서는 문학 작품의 출판이 거의 이루어지지 않았고, 과학 소설은 사실상 자취를 감추었다. 그러나 1978년 3월, 중앙위원회와 국무원이 주최한 전국과학대회에서 “과학의 봄이 왔다”는 선언이 나오자, 대중 과학(과 이에 따른 과학 소설)에 대한 열기가 고조되었다. 같은 해, 예융례(葉永烈)의 아동 소설 『샤오링퉁의 미래 유람기(小灵通漫游未来)』가 출판되면서 중국 과학 소설의 부흥이 시작되었다고 평가된다.
1979년에는 새로 창간된 잡지 『과학문예(科学文艺)』가 번역 및 창작 과학 소설을 출판하기 시작했고, 정원광(鄭文光)도 이 시기에 다시 과학 소설 집필에 전념했다. 퉁언정(童恩正)은 『산호섬의 사선(死光)』을 집필했으며, 이 작품은 훗날 중국 최초의 과학 소설 영화로 각색되었다. 이 시기의 주요 작가들로는 류싱스(刘兴诗), 왕샤오다(王晓达), 그리고 홍콩 작가 니콴(倪匡) 등이 있다. 학자 루돌프 G. 바그너(Rudolf G. Wagner)는 그의 저서에서, 이 짧은 과학 소설의 부흥기 동안 중국의 과학자들이 이 장르를 통해 자신들이 원한 정치적·사회적 지위를 상징적으로 표현하고자 했다고 주장한다.
그러나 이 회복은 1983년부터 1984년까지 이어진 정신 오염 반대 운동(反精神污染運動)으로 인해 타격을 입었다. 당시 뱌오첸(表潜)은 과학 소설을 ‘정신 오염’으로 규정했고, 이로 인해 예융례, 퉁언정, 류싱스, 샤오젠헝(肖建亨) 등 여러 작가들이 비방죄로 규탄받았으며, 중국 대륙에서 과학 소설 출판은 다시 한 번 무기한 금지되었다.

#### 1989년부터 현재까지
류츠신(刘慈欣)의 1989년 소설 『중국2185(中国2185)』는 중국 과학 소설의 "뉴웨이브(new wave)" 흐름에서 중요한 작품으로 평가받는다.  이 소설은 마오쩌둥의 디지털 부활이 미래 중국에서 사이버네틱 반란을 일으키는 과정을 묘사한다. 디지털 마오는 ‘화하 공화국(华夏共和国)’이라는 사이버 정부를 수립한다.  이 작품은 자유민주주의와 동시에 화하 공화국이 보이는 문화적 보수주의 양쪽 모두를 비판한다.
1991년, 잡지 『과학문예(科学文艺)』의 당시 편집장이었던 양샤오(杨潇)는 1980년대 과학 소설 금지 조치를 피하기 위해 잡지 이름을 『기이한 이야기(奇异小说)』로 바꾸고 논픽션을 출판하던 중, 쓰촨성 청두에서 과학 소설 컨벤션을 열기로 결정했다. 이 행사는 중국 대륙 최초의 국제 과학 소설 컨벤션이었을 뿐 아니라, 1989년 학생운동 이후 중국에서 열린 첫 번째 국제 행사이기도 했다. 『과학문예』는 이후 『커환스제(科幻世界, Science Fiction World)』로 이름을 바꾸었으며, 1990년대 중반에는 발행 부수가 약 40만 부에 달할 정도로 인기를 끌었다.1990년대에 두각을 나타낸 주요 작가로는 류츠신, 한쑹(韩松), 왕진캉(王晋康), 싱허(星河), 첸리팡(钱莉芳), 허시(何夕) 등이 있으며, 특히 류츠신, 한쑹, 왕진캉은 ‘중국 SF계의 삼대장(三大将)’으로 불렸다. 장르로서 과학 소설이 본격적으로 대중의 주목을 받은 계기는 1999년 전국 대학입학시험(가오카오)에서 “만약 기억을 이식할 수 있다면?”이라는 과학 소설 주제의 문제가 출제되면서였다.
왕진캉(王晋康)은 세 사람 중 가장 왕성한 창작 활동을 한 작가로, 50편이 넘는 단편 소설과 10편 이상의 장편 소설을 출간했다. 석유 시추 장비의 섀시 엔지니어로 일하던 그는, 아들에게 과학 개념을 재미있게 가르치기 위한 방법으로 단편 소설을 쓰기 시작했으며, 이러한 과학 교육 중심의 접근은 그의 작가 경력 전반에 걸쳐 유지되었다.
상무인서관에서 발행하는 중국 문화 격월지 『더 월드 오브 차이니즈(The World of Chinese)』에서 자오레이(赵蕾, Echo Zhao)는 그의 작품에 대해 “영웅적 도덕성의 정서”가 깃들어 있으며, 종말적 미래의 “어두운 최후”를 피하는 경향이 있다고 평했다. 예컨대, 손가락에 돌기(혹)를 단 복제인간이 일반인과 구별된다거나, 생명을 갈망하다가 심장이 폭발하는 로봇 등이 그 예시다.
류츠신(刘慈欣)의 작품은 특히 큰 호평을 받았으며, 그의 『삼체(三体)』 3부작은 2012년 말 기준으로 중국 내에서 50만 부 이상 판매되었다. 외계 문명이 수천 년에 걸쳐 지구를 침공한다는 내용을 담은 이 시리즈는 동료 작가인 페이다오(飞氘)로부터 아서 C. 클라크(Arthur C. Clarke)의 작품과 비교되었으며, 자오레이는 류츠신의 문체를 “풍성하고 상상력이 넘치며, 군사 기술에 특별한 관심을 보이는” 것으로 묘사했다.
한쑹(韩松)은 기자 출신 작가로, 현대 사회 문제를 풍자하는 어두운 소설과 단편들을 주로 집필한다. 그의 장편 소설 『2066: 미국 위의 붉은 별』은 내전에 빠진 미국과, ‘아만도(Amando)’라는 지능체에 의존하여 초강대국이 된 중국을 배경으로 하며, 민족주의와 세계주의라는 주제를 다룬다. 그의 단편집 『지하철(地铁)』은 외계인 납치와 식인 현상이 반복되는 끝없는 열차 여행을 배경으로 하며, 사회정의에 대한 강한 문제의식을 담고 있다고 평가받았다. 한쑹은 다음과 같이 말한 바 있다. “외국인들이 중국과 중국인을 이해하는 것은 쉽지 않다. 그들은 변증법적 이해를 개발할 필요가 있다. 마치 우리가 ‘음(陰)’과 ‘양(陽)’을 함께 바라보듯, 모든 면을 보아야 한다. 나는 글쓰기를 통해 중국과 세계에 비극이 일어나는 것을 막고 싶다. 인간은 본래의 악을 결코 벗어나지 못했다. 그것은 단지 기술로 억눌려 있을 뿐이다. 혼란의 불씨가 생기면 최악의 일이 벌어진다. 그것은 중국인이든 서양인이든 마찬가지다. 우리는 역사에서 끔찍한 일이 왜 일어났는지를 계속 되새기며, 그것이 반복되지 않도록 해야 한다.”
하오징팡(郝景芳)은 2016년 중편소설 부문 휴고상(Hugo Award for Best Novelette)을 『접는 도시(Folding Beijing)』으로 수상했다.
한편, 영화 및 TV 분야에서는 SF 코미디 드라마 『마법 휴대폰(魔幻手机)』이 시간 여행과 첨단 기술 같은 주제를 다루며 대중적 인기를 얻었다. 그러나 2011년 3월 31일, 중국 국가라디오영화TV총국(SARFT)은 TV 드라마에 대해 다음과 같은 내용을 포함하는 줄거리를 강력히 지양하라는 가이드라인을 발표했다:
“판타지, 시간 여행, 전설을 무작위로 엮은 이야기, 기괴한 줄거리, 비상식적인 연출 기법, 봉건적 미신·운명론·윤회 사상 조장, 도덕적 모호성, 긍정적 사고 부족” 등."
그럼에도 불구하고, 이러한 테마와 요소를 포함한 수많은 과학 소설 문학 작품은 그 이후에도 계속 출판되었다. 그중 일부는 켄 리우(Ken Liu)가 번역해 『부서진 별들(Broken Stars): 현대 중국 SF 선집(영어 번역본)』이라는 영어판 선집으로 묶였다. 켄 리우의 번역은 영어권 독자들에게 중국 SF에 대한 인지도를 크게 높이는 데 기여했다는 평가를 받고 있다.

### 대만
청일전쟁(1894–1895)에서 청나라가 패한 후, 대만은 일본 제국의 주권 하에 들어갔으며, 이후 일본은 대만에 ‘일본화(皇民化)’ 정책을 시행하여 중국어와 한자의 사용을 억제하였다. 그러나 제2차 세계대전이 끝난 1945년, 대만은 중화민국(Republic of China, 약칭 RoC)으로 귀속되었고, 일본인 식민 이주자 대다수가 일본으로 송환되었다. 이어 중국 국민당(Chinese Nationalist Party, CNP)이 타이완에 신속히 통치 체계를 구축했으며, 이는 결국 중국 내전에서 공산당에 패한 국민정부가 타이완으로 수도를 옮겨 생존하는 데 결정적인 요인이 되었다.
국민당 정부는 급속한 중국화(sinification) 정책을 추진했고, 중국 본토에서 유입된 지식인들과 맞물려 타이완 내 중국어 문학의 발전을 촉진했다. 이와 함께, 과학 소설(사이언스 픽션)도 발전하게 되었다.
타이완의 과학 소설 작가들로는 다음과 같은 인물들이 있다: 우밍이(吳明益), 장샤오펑(張曉風), 장시궈(张系国), 황하이(黃海), 황판(黃凡), 예옌두(葉言都), 린야오더(林燿德), 장다춘(張大春), 쑤이핑(蘇逸平), 지다웨이(紀大偉), 훙링(洪凌), 예쉔(葉軒), 모한두(漠寒渡), 위워(御我), 모런(莫仁)

### 홍콩
홍콩에서 가장 잘 알려진 중국어 SF 작가는 니 콴(倪匡)으로, 그는 『위슬리 시리즈(衛斯理)』로 유명하다. 그는 매우 다작하는 작가로, 홍콩 SF 문학의 상징적인 인물로 꼽힌다. 최근 들어서는 찬군충(陳冠中)의 디스토피아 소설 『풍만한 세월(盛世 — 中國，2013年)』이 주목받았는데, 이 작품은 가까운 미래의 중국 본토를 배경으로 하고 있으며, 조지 오웰의 『1984』이나 올더스 헉슬리의 『멋진 신세계』와 비교되기도 했다. 또 다른 유명한 작가는 황의(黃易)로, 그는 무협과 과학소설을 결합한 작품들로 잘 알려져 있다. 특히, 그의 시간 여행 소설 『순진기(尋秦記)』는 TVB(홍콩 텔레비전 방송국)에 의해 드라마 『첩혈쌍웅: A Step into the Past』로 각색되어 큰 인기를 끌었다.

### 말레이시아
장차오(張草)는 말레이시아 화교 출신의 과학 소설 작가로, 중국어로 여러 편의 장편 소설을 발표한 바 있다.

## 다른 나라의 공상과학 작품에 등장하는 중국어와 문화
- 코드웨이너 스미스(Cordwainer Smith)의 단편과 소설 『노스트릴리아(Norstrilia)』는 중국 고전 『서유기』를 바탕으로 했다고 전해진다. 이 작품에는 ‘언더피플(underpeople)’이라는 동물에서 유래해 인간을 섬기도록 길러진 종족이 등장하는데, 이들의 독립 투쟁은 미국의 흑인 민권 운동의 우화적 비유로 해석되기도 한다. 그러나 캘리포니아 대학교 데이비스 캠퍼스 심리학 명예 교수인 앨런 C. 엘름스(Alan C. Elms)는 언더피플이 청나라 만주족의 지배를 받으며 억압받았던 한족(한인)을 상징한다고 주장한다. 이는 저자가 젊은 시절에 쑨원(손문)과 함께 일한 경험에 근거한 해석이다.[18]
- 어슐러 K. 르귄(Ursula K. Le Guin)의 1967년 포스트아포칼립스 소설 『환상의 도시(City of Illusions)』에서는 『도덕경(도덕경, Tao Te Ching)』의 영어 번역본이 중요한 역할을 한다. 이 소설에는 ‘싱(Shing)’이라는 외계 종족이 등장하는데, 이들은 지구의 기술 및 사회 발전을 억압한다. 이는 명나라 시대 마테오 리치(Matteo Ricci) 등 예수회 선교사들이 중국에 들어와 상대적 개방을 누리던 시절 이후, 청나라가 서구의 기술과 사상을 억압했던 역사적 상황과 유사하게 묘사된다.
- 비록 역사 기록과 크게 벗어나지 않아 엄밀한 의미의 과학 소설은 아니지만, 제임스 클라벨(James Clavell)의 역사 소설 시리즈 『아시안 사가(The Asian Saga)』는 19세기와 20세기 동서 양국의 충돌에서 현대 기술이 맡은 역할에 밀접하게 주목한다.
- 데이비드 윙그로브(David Wingrove)의 다권 구성 『충궈(Chung Kuo)』 시리즈는 제국 중국이 현대까지 존속해 결국 전 세계를 장악하고 엄격한 인종 계층이 존재하는 미래 사회를 구축한 대체 역사를 배경으로 한다.
- 모린 F. 맥휴(Maureen F. McHugh)의 1997년 소설 『차이나 마운틴 장(China Mountain Zhang)』은 미국이 사회주의 혁명을 겪었고 중국이 세계 최강국이 된 대체 미래를 무대로 한다.
- 2002년 미국 TV 드라마 『파이어플라이(Firefly)』는 2517년 우주 기반 미래 사회를 배경으로 하며, 이 시대에는 만다린 중국어가 공용어가 된 설정을 특징으로 한다.
- 코리 닥터로우(Cory Doctorow)의 2010년 청소년 대상 SF 소설 『For the Win』에는 중국 선전(深圳)의 골드 파머가 등장한다. 그는 만다린 중국어를 구사하고 ‘웨이둥(Wei-Dong)’이라는 중국 이름을 사용하는 중국 애호가 게이머 레너드 골드버그(Leonard Goldberg)와 힘을 합쳐 중국 본토 당국과 골드 파밍 보스들에 맞서 싸운다.
- 2012년 미국 영화 『레드 던(Red Dawn)』은 1984년 동명 영화의 재해석작으로, 원래 촬영된 버전에서는 미국이 중국 소유 채무를 디폴트한 탓에 중화인민공화국 인민해방군이 미국을 침공하는 내용이었다. 하지만 이 영화가 중국 본토에서 개봉되기를 희망하며, 침략군 출신 국가를 디지털 기술로 북한으로 변경했고, 채무와 관련된 줄거리 부분도 최종 편집본에서 삭제되었다.[19]
- 미국 작가 닐 스티븐슨(Neal Stephenson)의 2011년 기술 스릴러 『Reamde』에서 제목의 컴퓨터 바이러스는 중국 본토 출신 골드 파머들에 의해 개발되었으며, 소설의 상당 부분은 중국 푸젠성(福建省) 샤먼(厦门)에서 펼쳐진다.

## 장르와 주제
중국 본토의 과학 소설은 정부의 엄격한 법률과 검열로 인해 특정 주제를 다루는 데 제한을 받으며, 이로 인해 작가들 스스로 검열하는 자기 검열(self-censorship)이 이루어진다. 영향을 받는 장르와 주제로는 대체 역사와 시간 여행 등이 있는데, 이는 중국 역사에 대한 존중 부족으로 인식될 수 있는 법률에 저촉될 위험이 있다. 검열에 대한 우려는 제81회 세계과학소설대회의 투표 논란으로도 이어졌다.

## 영어 번역 및 학술 연구
조엘 마틴센(Joel Martinsen)은 Danwei.org 웹사이트에서 일하는 번역가로, 수년간 영어권에 중국 SF(과학소설)를 알리는 활동을 해왔다. 그는 자신의 블로그 『Twelve Hours Later: Literature from the other side of the globe – Chinese SF, fantasy, and mainstream fiction』뿐만 아니라 여러 인터넷 사이트에서 ‘zhwj’라는 아이디로 활동하며 중국 SF를 소개했다. 켄 리우(Ken Liu), 에릭 아브라함슨(Eric Abrahamsen)과 함께 마틴센은 중국 교육출판수입출판공사(China Educational Publications Import & Export Corporation, CEPIT)를 위해 류츠신(刘慈欣)의 『삼체』 삼부작을 번역했으며, 첫 두 권의 인쇄본과 디지털판은 2013년 상반기에, 세 번째 권은 2014년에 출간되었다.
문학 월간지 『Chutzpah!』 2호는 편집장 아우 닝(Ou Ning)이 편집했으며, 쿤 쿤(Kun Kun)이 편찬한 『Some of Us Are Looking at the Stars』라는 제목의 중국 소설 역사 심층 기사를 포함한다. 이 호에는 한송(Han Song), 페이 다오(Fei Dao), 천취판(Chen Qiufan), 양핑(Yang Ping) 등 중국 SF 작가들의 영어 번역 작품과 함께 윌리엄 깁슨(William Gibson), 닐 스티븐슨(Neal Stephenson), 파올로 바기칼루피(Paolo Bacigalupi), 제프 눈(Jeff Noon) 등 영어권 SF 작가들의 작품이 중국어로 번역되어 실렸다.
2012년 홍콩의 학술지 『Renditions: A Chinese-English Translation Magazine』는 20세기 초반부터 21세기 초반까지의 작품을 포함한 과학 소설 특집 이중호(77호 & 78호)를 발행했다. 2013년 3월에는 동료 심사를 거치는 학술지 『Science Fiction Studies』가 우옌(Yan Wu)과 베로니카 홀링거(Veronica Hollinger)가 편집한 중국 과학 소설 특별호를 발간했다.
미국에서는 맥밀란 출판사의 Tor Books 부문이 영어로 번역된 대부분의 중국 SF 소설을 출판하고 있으며, 류츠신의 『삼체』 시리즈 전권도 이곳에서 출간되었다. 또한 중국 과학 소설에 관한 주요 소개글들은 주로 조너선 클레멘츠(Jonathan Clements)가 『The Encyclopedia of Science Fiction』에 기고한 것으로 주목할 만하다.

## 상

### 중국 성운상
세계중국과학소설협회가 청두에 본부를 두고 2010년에 제정한 성운상(중국어: 星云奖, 병음: xīngyún jiǎng)은 미국의 네뷸러상과 혼동해서는 안 된다. 이 상은 전 세계 어느 나라에서 출판된 중국어 과학소설 작품에 대해 매년 수여된다. 수상작은 대중 투표로 결정된 후보 목록에서 심사위원단이 선정하며, 2013년에는 40명의 후보에 대해 3만 표 이상의 투표가 이루어졌다.
과거 수상자는 다음과 같다:

#### 최고의 소설
- 2024: 《井中之城》(The City in the Well) — 류양 (Liu Yang)[32]
- 2023: 《Once Upon a Time in Nanjing》 — 톈루이 슈오푸 (Tianrui Shuofu)[33]
- 2022: 《The New New Newspaper Press: Shadow of the Enchanted Metropolis》 — 량칭산 (Liang Qingsan)[34]
- 2021: 《Across the Rings of Saturn》 — 셰위닝 (Xie Yunning)[35]
- 2020: 《群星》(The Stars) — 치위에 (Qi Yue) [36]

11회 수상은 코로나19 팬데믹으로 2021년까지 연기됨
- 2019: 《The Azure Tragedy》 — 후이 후 (Hui Hu)[38]
- 2018: 《Gate of Memories》 — 장보 (Jiang Bo)[39]
- 2017: 《驱魔》(Exorcism) — 한 송 (Han Song)[40]

‘Exorcism’은 2016년 출간한 한 송의 소설 ‘Hospital’의 속편
- 2014: 《Ruins of Time》 — 바오슈 (Baoshu)[41]
- 2013: 《The Waste Tide》 — 첸 치우판 (Chen Qiufan)[31]
- 2012: 《Be with Me》 — 왕진캉 (Wang Jinkang)[30]
- 2011: 《死神永生》(Death's End) — 류츠신 (Liu Cixin)[42]
- 2010: 《Cross》 — 왕진캉 (Wang Jinkang), 그리고 《Humanoid Software》 — 앨버트 탄 (Albert Tan)[43]

#### 최우수 중편 소설
- 2024: 《失重的语言》(The Fleeting Gravity of Words) — 저우 원 (Zhou Wen)[32]
- 2023: 《The Girl with a Restrained and Released Life》 — 저우 원 (Zhou Wen)[33]
- 2022: 《The Eye of Saishiteng》 — 완샹 펑니엔 (Wanxiang Fengnian)[34]
- 2021: 《The Persons who are Trapped in Time》 — 청 징보 (Cheng Jingbo)[35]
- 2020: 《天象祭司》(Celestial Priest) — 바오슈 (Baoshu)[36]

코로나19 팬데믹으로 인해 11회 시상식은 2021년까지 연기되었다.
- 2019: 《Flowers on the Other Side》 — 아취 (A Que)[38]
- 2018: 《The Monster Reunion》 — 첸 치우판 (Chen Qiufan)[39]
- 2017: 《Farewell, Doraemon》 — 아취 (A Que)[40]
- 2012: 《Excess of the World》 — 장 시궈 (Zhang Xiguo)[30]
- 2010: 수상작 없음[43]

#### 최우수 단편 소설
- 2024: “且放白鹿”(Let the White Deer Roam) — 청 징보 (Cheng Jingbo)[32]
- 2023: “The Stars without Dream” — 치 후이 (Chi Hui)[33]
- 2022: “Lunar Bank” — 량 링 (Liang Ling)[34]
- 2021: “Preface to the Reprint Edition of ‘Overture 2181’” — 구 시 (Gu Shi)[35]

- 2020: “这一刻我们是快乐的”(In This Moment, We Are Happy) — 첸 치우판 (Chen Qiufan)[36]

코로나19 팬데믹으로 인해 11회 시상식은 2021년까지 연기되었다.
- 2019: “The Kites of Jinan” — 량 칭산 (Liang Qingsan)[38]
- 2018: “Memories of Chengdu” — 바오슈 (Baoshu)[39]
- 2017: “浮生”(Floating Life) — 허 시 (He Xi)[40]
- 2014: “Smart Life” — 핑 종치 (Ping Zongqi)[41]
- 2012: “G stands for Goddess” — 첸 치우판 (Chen Qiufan)[30]
- 2011: “Rebirth Brick” — 한 송 (Han Song)[42]
- 2010: “Before the Fall” — 청 징보 (Cheng Jingbo)

### 갤럭시상
중국어로 된 과학소설 및 과학 판타지 작품에 수여되는 또 다른 상이다. 이 상은 1985년에 처음 만들어졌으며, 처음 개최된 이후부터 《과학소설세계》 잡지에서 단독으로 주관해왔다. 1991년 이전에는 불규칙적으로 시상되었으나, 1991년 이후로는 매년 정기적으로 열리고 있다. 제27회 갤럭시상 수상자가 선정되어 그 명단이 공개되었다.
과거 수상작에는 다음과 같은 작품들이 있다:
최우수 소설
2015년: 허시(He Xi)의 《천년》(天年)
최우수 중편소설
2015년: 장보(Jiang Bo)의 《기계의 길》(機器之道)
2015년: 장란(Zhangran)의 《태양이 떨어질 때》(太陽墜落之時)
최우수 단편소설
2015년: 샤지아(Xia Jia)의 《안녕, 우울》(晚安憂鬱)
2015년: 천치우판(Chen Qiufan)의 《발린》(巴鱗)
2015년: 취안루(Quanru) 씨의 《응허자의》(應許之子)

## 참조
1. 1 2  Tu, Hang (2022-02-24). "Long Live Chairman Mao! Death, Resurrection, and the (Un)Making of a Revolutionary Relic". The Journal of Asian Studies. 81 (3): 507–522. doi:10.1017/s0021911821002321. ISSN 0021-9118.
2. ↑  “科学网—中国早期的科幻创作试验”. 2025년 6월 4일에 확인함.
3. ↑  Nevins, Jess (4 April 2011). "Where did steampunk come from?". io9. Retrieved 4 June 2025.
4. ↑  Ma, Shaoling (2013). ““A Tale of New Mr. Braggadocio”: Narrative Subjectivity and Brain Electricity in Late Qing Science Fiction”. 《Science Fiction Studies》 40 (1): 55–72. doi:10.5621/sciefictstud.40.1.0055. ISSN 0091-7729.
5. 1 2  Wang, David Der-wei (2016). "Red Legacies in Fiction". In Li, Jie; Zhang, Enhua (eds.). Red Legacies in China: Cultural Afterlives of the Communist Revolution. Harvard Contemporary China Series. Cambridge, Massachusetts: Harvard University Asia Center. ISBN 978-0-674-73718-1.
6. ↑  “NameBright - Coming Soon”. 2025년 6월 4일에 확인함.
7. ↑  Rudolf G. Wagner, "Lobby Literature: The Archaeology and Present Functions of Science Fiction in the People's Republic of China", in J. Kinkley (ed.), After Mao: Chinese Literature and Society 1978-1981. Harvard East Asian Monographs 115. Cambridge: Harvard University Press, 1985, pp. 17-62.
8. ↑  “The History of Chinese Sci-Fi Books | The World of Chinese” (영어). 2018년 4월 18일에 원본 문서에서 보존된 문서. 2025년 6월 4일에 확인함.
9. 1 2  “天南杂志”. 2025년 6월 4일에 확인함.
10. 1 2 3 4 5 6  “The 3 Generals of Chinese Sci-Fi | The World of Chinese” (미국 영어). 2025년 6월 4일에 확인함.
11. ↑  Dunn, Will (2019년 2월 13일). “How Chinese novelists are reimagining science fiction” (미국 영어). 2025년 6월 4일에 확인함.
12. ↑  “Science Fiction in China: A Conversation with Fei...” (영어). 2013년 5월 13일에 원본 문서에서 보존된 문서. 2025년 6월 4일에 확인함.
13. ↑  Abrahamsen, Eric. “Han Song” (영어). 2025년 6월 4일에 확인함.
14. ↑  “China bans time travel for television – Business 360 - CNN.com Blogs” (영어). 2012년 7월 7일에 원본 문서에서 보존된 문서. 2025년 6월 4일에 확인함.
15. ↑  Liu, Ken (2019). Broken Stars: Contemporary Chinese Science Fiction in Translation. Tor Books.
16. ↑  Leow, H. M. A. (2024년 11월 5일). “What’s so Chinese About Science Fiction from China?” (미국 영어). 2025년 6월 4일에 확인함.
17. ↑  Sebag-Montefiore, Clarissa; Times, Special to the Los Angeles (2012년 3월 25일). “Cultural Exchange: Chinese science fiction's subversive politics” (미국 영어). 2025년 6월 4일에 확인함.
18. ↑  "Origins of the Underpeople: Cats, Kuomintang and Cordwainer Smith". starcraving.com. Retrieved 4 June 2025.
19. ↑  Brodesser-Akner, Claude (2011년 12월 1일). “The Long-Delayed Red Dawn Remake Could Have Been Scarily Topical” (영어). 2025년 6월 4일에 확인함.
20. ↑  “The Three-Body Problem: The 'unfilmable' Chinese sci-fi novel set to be Netflix's new hit 3 Body Problem” (영국 영어). 2024년 3월 19일. 2025년 6월 4일에 확인함.
21. ↑  Song, Han (2013). "Chinese Science Fiction: A Response to Modernization". Science Fiction Studies. 40 (1): 15–21. doi:10.5621/sciefictstud.40.1.0015. ISSN 0091-7729. JSTOR 10.5621/sciefictstud.40.1.0015.
22. ↑  Alter, Alexandra (2019년 12월 3일). “How Chinese Sci-Fi Conquered America”. 《The New York Times》 (미국 영어). ISSN 0362-4331. 2025년 6월 4일에 확인함.
23. ↑  “Plinko x1000™” (영어). 2025년 6월 4일에 확인함.[깨진 링크(과거 내용 찾기)]
24. ↑  “Chinese Science Fiction” (미국 영어). 2004년 10월 1일. 2025년 6월 4일에 확인함.
25. ↑  “Chinese sci-fi saga to have English edition in 2013-,sci-fi,-English”. 2025년 6월 4일에 확인함.
26. ↑  hutzpah! Issue 2: Universal Narratives Archived 2013-07-03 at archive.today
27. ↑  “Renditions—A Gateway to Chinese Literature and Culture”. 2025년 6월 4일에 확인함.
28. ↑  “Contents Page: #119”. 2025년 6월 4일에 확인함.
29. ↑  Iannuzzi, Giulia (2015년 1월 1일). “The Translation of East Asian Science Fiction in Italy: An Essay on Chinese and Japanese Science Fiction, Anthological Practices and Publishing Strategies beyond the Anglo-American Canon”. 《Quaderni di Cultura》 12: 85–108. doi:10.5281/zenodo.3604992.
30. 1 2 3 4  “International awards for Chinese-language science fiction announced｜Culture｜News｜WantChinaTimes.com”. 2014년 5월 12일에 원본 문서에서 보존된 문서. 2025년 6월 5일에 확인함.
31. 1 2  “人民网--404页面”. 2020년 8월 24일에 원본 문서에서 보존된 문서. 2025년 6월 5일에 확인함.
32. 1 2 3  locusmag (2024년 5월 22일). “2024 Xingyun Awards Winners” (미국 영어). 2025년 6월 5일에 확인함.
33. 1 2 3  locusmag (2023년 5월 16일). “2023 Xingyun Awards Winners” (미국 영어). 2025년 6월 5일에 확인함.
34. 1 2 3  locusmag (2022년 12월 14일). “2022 Xingyun Awards Winners” (미국 영어). 2025년 6월 5일에 확인함.
35. 1 2 3  locusmag (2021년 10월 25일). “Xingyun Awards Winners” (미국 영어). 2025년 6월 5일에 확인함.
36. 1 2 3  locusmag (2021년 4월 28일). “11th Chinese Nebula Awards Winners” (미국 영어). 2025년 6월 5일에 확인함.
37. 1 2  “星云奖是中国科幻起飞的平台——第十一届华语科幻星云奖在海南陵水揭晓”. 2025년 6월 5일에 확인함.
38. 1 2 3  locusmag (2019년 10월 28일). “2019 Xingyun Awards Winners” (미국 영어). 2025년 6월 5일에 확인함.
39. 1 2 3  locusmag (2018년 11월 5일). “Xingyun Awards Winners” (미국 영어). 2025년 6월 5일에 확인함.
40. 1 2 3  幻贤星. “第八届全球华语科幻星云奖颁奖典礼在北京举行”. 2025년 6월 5일에 확인함.
41. 1 2  “Ruins of Time wins sci-fi award” (미국 영어). 2014년 11월 8일. 2025년 6월 5일에 확인함.
42. 1 2  “International awards for Chinese-language science fictions announced”. 2025년 6월 5일에 확인함.
43. 1 2  “Awards for Chinese-language science fictions announced”. 2016년 3월 3일에 원본 문서에서 보존된 문서. 2025년 6월 5일에 확인함.